# Tamanidion
Tamanidion là một chi nhện trong họ Theridiidae.